# Ismail Mire Elmi
Ismail Mire Elmi (Lasadar, 1862 – Ogaden, 1950) è stato un poeta e militare somalo.
Ha servito come comandante nel regno dei Derviscio di re Diiriye Guure. L'aeroporto internazionale Ismail Mire prende il nome da lui.
Ismail Mire ha vissuto una vita nomade prima di unirsi a Mohammed Abdullah Hassan, il leader dello stato dei Dervisci. Nel 1910 lui e la sua cavalleria attaccarono la città di Berbera, il centro amministrativo degli inglesi in Somalia. Questo audace attacco ha fatto una grande impressione sulla popolazione della città ed è stata un'importante vittoria psicologica per lo Stato Derviscio. Nel 1913, con Dul Madoba, guidò le truppe dei Derviscio alla vittoria su un esercito britannico, uccidendo il comandante britannico Richard Corfield. Per informare Mohammed Abdullah Hassan della battaglia, gli ha inviato una poesia in cui ha cantato la vittoria.
Mire usò il suo talento come poeta per ispirare la popolazione attraverso le sue poesie per la Jihād contro i poteri coloniali. Quando sua moglie si lamentò che era così assente, scrisse una poesia in cui affermava che la lotta per il suo paese e la sua fede erano più importanti della famiglia e di una vita tranquilla. I suoi avversari somali hanno anche reagito con poesie in cui hanno criticato Mire e la sua lotta.
Nel 1920 lo stato del Derviscio fu infine sconfitto dagli inglesi quando la Royal Air Force bombardò la capitale Taleh e alcuni altri luoghi importanti. A parte sua moglie, l'intera famiglia Ismail Mire è morta. Dopo la sconfitta, lui e sua moglie si ritirarono come nomadi nella Somalia settentrionale. Lì ha continuato a criticare i nuovi sovrani con le sue poesie. Un suo caro amico fu assassinato nel 1936, spingendolo a scrivere poesie su questo evento. Quando il figlio dell'uomo assassinato si vendicò di uno degli autori nel 1946, Ismail Mire fu arrestato per incitamento alla violenza nelle sue poesie. Dopo la sua liberazione, visse di nuovo come un nomade. Morì nel 1950.